# Noussair Mazraoui
Noussair Mazraoui (nascut el 14 de novembre de 1997) és un futbolista professional marroquí d'origen neerlandès que juga de lateral dret pel Manchester United FC i per l'equip nacional marroquí.

## Palmarès
AFC Ajax
- 3 Lligues neerlandeses: 2018-19, 2020-21, 2021-22
- 2 Copes neeelandeses: 2018-19, 2020-21
- 1 Supercopa neerlandesa: 2019

Fußball-Club Bayern München
- 1 Lliga alemanya: 2022-23
- 1 Supercopa alemanya: 2022